# Kōtoku-in
Kōtoku-in (高徳院) er et buddhistisk tempel for Det Rene Land-sekten i byen Kamakura i Japan.
Templet er kendt for sin Store Buddha (大仏, daibutsu), en monumental udendørs bronzestatue af Amida Buddha, som er et af de mest berømte ikoner i Japan. Statuen Store Buddha er 13,35 m høj og vejer omkring 93 tons. Store Buddha er den næststørste statue af Buddha i Japan efter Todaiji i Nara.

## Den store Buddha
Statuen stammer sandsynligvis fra 1252 i Kamakura-shogunatet, hvor tempeloptegnelser rapporterer opførelsen af en bronzestatue. Det er dog uklart, om optegnelserne rerererer til den nuværende statue. Statuen blev udtænkt af præsten Joko, som også indsamlede donationer, der muliggjorde bygningen. Skulptørerne var One-Goroemon og Tanji-Hisatomo, og de byggede den i et trætempel. Denne bygning blev skyllet væk ved under en tsunami under Muromachi-shogunatet i slutningen af det 15. århundrede. Statuen blev bevaret under denne naturkatastrofe. Den blev repareret i 1960-61, hvor halsen blev styrket, og statuen blev afstivet, så den bedre kan modstå jordskælv.
Den store Buddha er hul, og besøgende kan mod betaling komme til at se den indefra.
Statuen nævnes som "Buddha i Kamakura" i flere vers, der kommer før de første kapitler i romanen Kim af Rudyard Kipling fra 1901.

### Data om statuen
- Vægt: 93 tons
- Højde: 13,35 m
- Ansigtslængde: 2,35 m
- Øjelængde: 1,0 m
- Mundens længde: 0,82 m
- Ørelængde: 1,90 m
- Afstand mellem knæene: 9,10 m
- Omkreds af tommelfinger: 0,85 m

35°19′0.62″N 139°32′8.63″Ø / 35.3168389°N 139.5357306°Ø